# Lars-Erik Englund

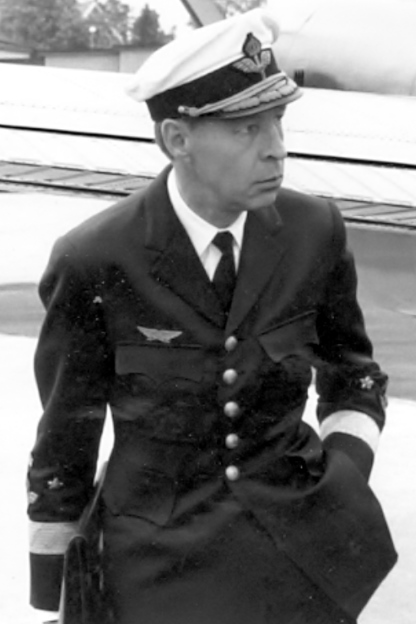
Lars-Erik Englund

Lars-Erik Englund (* 23. März 1934 in Orsa; † 19. Oktober 2010 in Stockholm) war ein schwedischer Generalleutnant und von 1988 bis 1994 Befehlshaber der schwedischen Luftstreitkräfte.

## Leben
Lars-Erik Englund trat 1952 in die Luftwaffe Schwedens ein und wurde 1958 zum Offizier ausgebildet. Nach verschiedensten Verwendungen wurde er 1979 zum Oberst und 1983 zum Generalmajor befördert. Unter anderem kommandierte er das Geschwader F 16 in Uppsala von 1981 bis 1983 und den östlichen Verteidigungsbereich von 1983 bis 1986. Nach seinem Ausscheiden aus der Luftwaffe arbeitete er als Berater des Verteidigungsministeriums und an der Universität Linköping.